# Piedras rúnicas sobre Inglaterra
Las piedras rúnicas sobre Inglaterra (en sueco: Englandsstenarna) son un grupo de unas treinta estelas rúnicas que mencionan los viajes vikingos a Inglaterra. Constituyen uno de los conjuntos más numerosos de piedras rúnicas sobre viajes al extranjero, comparable solo a la treintena de piedras rúnicas sobre Grecia, y las 26 piedras rúnicas de Ingvar, que hacen referencia a las posteriores expediciones vikingas a oriente medio. Sus inscripciones están en nórdico antiguo con caracteres del futhark joven.
Los gobernantes anglosajones de la isla pagaban grandes tributos a los vikingos, los danegelds, de procedencia principalmente danesa que dominaban las costas inglesas especialmente al final del siglo X y el principio del XI. Algunas piedras hablan sobre estos danegelds, como la piedra rúnica de Yttergärde, U 344, en donde se relata que Ulf de Borresta recibió el danegeld tres veces, y el último lo recibió con Canuto el Grande. Canuto mandó de regreso a la mayoría de los vikingos que le ayudaron a conquistar Inglaterra, pero mantuvo una fuerte guardia personal, la Þingalið, y sus miembros también se mencionan en varias de las piedras rúnicas.
La mayoría de estas estelas rúnicas, 27, se erigieron en territorio perteneciente a la actual Suecia, 17 de ellas en las provincias alrededor del lago Mälaren. En cambio en la actual Dinamarca no hay ninguna de estas piedras, aunque hay una piedra danesa en Escania que menciona Londres. Además hay una estela en Noruega y una piedra sueca en Schleswig, Alemania.
Algunos vikingos no solo atacaron Inglaterra sino también la propia Sajonia, como se relata en la piedra de Grinda Sö 166 en Södermanland:
| Grjótgarðr (y) Einriði, los hijos hicieron (la piedra) en memoria de (su) hábil padre. Guðvér estuvo en el oeste; se repartió tributos en Inglaterra; virilmente atacó ciudades en Sajonia. |

| Oslo Copenhague Estocolmo Mapa de distribución de las piedras rúnicas sobre Inglaterra en el sur de escandinavia. |

## Convenciones
A continuación se presenta la información sobre las piedras rúnicas que tratan de Inglaterra según el proyecto Rundata, organizada de acuerdo a su localización. Las transcripciones de las inscripciones rúnicas al nórdico antiguo están en el dialecto sueco y danés estándar para facilitar la comparación entre inscripciones, mientras que la traducción proviene de la traducción al inglés que proporciona el proyecto Rundata, que da los nombres en el dialecto islandés y noruego estándar.

### Transliteración y transcripción
Existe una tradición bastante antigua de transliterar las runas a caracteres latinos en negrita y transcribir el texto al nórdico estándar en cursiva. Se realiza esta práctica para diferenciar los textos con los distintos procesos. Al no mostrar solo la inscripción original, sino también la transliteración, la transcirpción y la traducción los expertos presentan el análisis de forma que el lector pueda seguir el proceso de interpretación de las runas. Cada paso presenta dificultades, pero la mayoría de las inscripciones del futhark joven son fáciles de interpretar.
En las transliteraciones *, :, ×, ' y + representan separaciones comunes entre palabras, mientras que ÷ representa separaciones no habituales. Los paréntesis, ( ), representan runas dañadas que no pueden identificarse con certeza, y los corchetes, [ ], representan secuencias de runas que han desaparecido, pero que pueden identificarse por las descripciones o dibujos hechos por los historiadores antes de que se perdieran. Un guion corto, -, indica que hay una runa que no puede ser identificada. Los puntos suspensivos, ..., muestran que se supone que había algunas runas en esa posición pero que han desaparecido. Dos barras, | |, dividen un signo rúnico en dos letras latinas, que los grabadores a menudo ligaban runas consecutivas. §P y §Q indica dos posibles lecturas de una inscripción, mientras §A, §B y §C indica que la inscripción está dividida en partes que pueden aparecer en distintos lados de la piedra.
Las comillas simples, < >, indican que hay una secuencia de runas que no se puede interpretar con certeza. Otros signos especiales son las letras þ y ð. La primera de ellas es la letra thorn que representa al sonido fricativo dental sordo, como la z española. La segunda letra es ed que representa a la consonante fricativa dental sonora como la th del inglés «the». El signo R representa a la runa yr, y el ô es igual que el diacrítico islandés, ǫ.

### Nomenclatura
Cada inscripción rúnica tiene un código de identificación que se usa en la literatura especializada para referirse a esa inscripción. El código consta de varias partes de los cuales solo son obligatorios los dos primeros. La primera parte consiste en una o dos letras que indican la región o el país donde apareció la inscripción, por ejemplo, U para Uppland, Sö para Södermanland y DR para Dinamarca. La segunda parte es el número de orden en que apareció la inscripción en una publicación nacional oficial (normalmente en Sveriges runinskrifter). Así U 73 significa que la piedra es la 73.ª inscripción de Uppland que se registró en Sveriges runinskrifter. Si la inscripción se ha documentado posteriormente a su publicación oficial, se numera según la publicación que la describió por primera vez, por ejemplo Sö Fv1954;20, donde Sö representa a Södermanland, Fv alude a la publicación anual Fornvännen, y 1954 es año del número de Fornvännen y 20 es la página del ejemplar.

## Uppland
Hay ocho piedras rúnicas en Uppland que mencionan viajes a Inglaterra. Varias de ellas fueron erigidas en memoria de hombres que consiguieron danegeld en Inglaterra.

### U 194
Esta piedra rúnica se encuentra apartada en un bosquecillo cerca de Väsby, Uppland, Suecia. Fue erigida por un vikingo para celebrar que había danegeld en Inglaterra. Es del estilo Pr3 y junto a la piedra U 344, se la considera uno de los primeros ejemplos del estilo Urnes en Uppland.
Transliteración latina:
al|i| |l|it raisa stain þino| |oftiR sik sialfan ' hon tuk| |knuts kialt a| |anklanti ' kuþ hialbi hons ant
Transcripción en nórdico antiguo:
Ali/Alli let ræisa stæin þenna æftiR sik sialfan. Hann tok Knuts giald a Ænglandi. Guð hialpi hans and.
Traducción:
"Áli/Alli mandó erigir esta piedra en memoria de sí mismo. Él recibió el pago de Knútr en Inglaterra. Que Dios ayude a su alma."

### U 241
Esta piedra es una de las piedras rúnicas de Lingsberg. Se localiza en el patio de la hacienda Lingsberg en Uppland, Suecia. Fue erigida por los nietos de Ulfríkr para conmemorar que hubiera recibido dos danegelds en Inglaterra. Está realizada en el estilo Pr3.
Transliteración latina:
n tan auk huskarl ' auk sua(i)n ' l(i)tu rita stin aftiR ' ulfrik ' faþurfaþur sino ' hon hafþi o| |onklanti tuh kialt| |takit + kuþ hialbi þiRa kiþka salu| |uk| |kuþs muþ(i)
Transcripción al nórdico antiguo:
En Dan ok Huskarl ok Svæinn letu retta stæin æftiR Ulfrik, faðurfaður sinn. Hann hafði a Ænglandi tu giald takit. Guð hialpi þæiRa fæðga salu ok Guðs moðiR.
Traducción:
"Y Danr y Húskarl y Sveinn mandaron erigir la piedra en memoria de Ulfríkr, el padre de su padre. Él recibió dos pagos en Inglaterra. Que Dios y la madre de Dios ayuden las almas del padre y del hijo."

### U 344
La piedra rúnica U 344, del estilo Pr3, fue encontrada en 1868 por Richard Dybeck, en Yttergärde aunque actualmente está emplazada en la iglesia de Orkesta (véase piedras rúnicas de Orkesta). Junto con la piedra U 194 se la considera el primer ejemplo del estilo Urnes en Uppland.
La piedra está inscrita de derecha a izquierda, con las runas orientadas en la misma dirección, aunque las últimas palabras, fuera de la banda rúnica, tienen la orientación habitual, izquierda-derecha. Se ha podido datar en la primera mitad del siglo XI por el uso que hace de la runa ansuz para los fonemas a y æ, y por la ausencia de runas punteadas.
Esta piedra destaca porque conmemora que el vikingo Ulf de Borresta ha recibido tres danegelds en Inglaterra. El primero fue con Skagul Toste en 991, el segundo con Thorkell el Alto en 1012 y el último con Canuto el Grande en 1018. Como hay muchos años entre los pagos es probable que Ulfr regresara a Suecia tras cada uno de ellos para vivir como un rico potentado. Es remarcable cómo resume toda su vida aventurera en tan pocas palabras.
Transliteración latina:
in ulfr hafiR o| |onklati ' þru kialt| |takat þit uas fursta þis tusti ka-t ' þ(a) ---- (þ)urktil ' þa kalt knutr
Transcripción al nórdico antiguo:
En UlfR hafiR a Ænglandi þry giald takit. Þet vas fyrsta þet's Tosti ga[l]t. Þa [galt] Þorkætill. Þa galt Knutr.
Traducción:
"Y Ulfr recobió tres pagos en Inglaterra. Que fue el primero el que pagaron a Tosti. Después el pago a Þorketill. Después el pago a Knútr."

### U 539
Esta piedra está ubicada en la iglesia de Husby-Luhundra. Es una de las piedras más antiguas ya que está realizada en el estilo RAK. Se erigió en memoria de un tal Sveinn que estuvo a punto de ir a Inglaterra pero murió en el camino, en Jutlandia. Omeljan Pritsak comenta que Sveinn probablemente murió en Limfjord, Jutland, ya que este fiordo era generalmente el punto de partida de las incursiones contra Inglaterra. Jansson data la muerte de Svein en 1015, en la gran invasión de Canuto el Grande cuando se reunió una gran flota en Limfjord, una flota que tenía muchos jóvenes guerreros de Uppland. Cuando la flota partió hacia Inglaterra, Sveinn ya no estaba a bordo.
La esperanza de que Dios y su madre trataran al hombre mejor de lo que merecía es una expresión que aparece en varias piedras rúnicas. No se considera que signifique que fuera un mal hombre sino una petición humilde para ser favorecido en la vida postrera.
Transliteración latina:
A tiarfR × uki × urika × uk ' uiki × uk × iukiR × uk × kiRialmR × þiR bryþr × aliR × litu × risa ×
B stin þina × iftiR × suin × bruþur × sin × saR × uarþ × tuþr a × iut(l)ati × on skulti
C fara × til × iklanþs × kuþ × ialbi × (o)ns × at uk salu × uk| ×| kus muþiR × betr × þan an karþi til
Transcripción al nórdico antiguo:
A DiarfR ok Orøkia ok Vigi ok IogæiRR ok GæiRhialmR, þæiR brøðr allíR letu ræisa
B stæin þenna æftiR Svæin, broður sinn. SaR varð dauðr a Iutlandi. Hann skuldi
C fara til Ænglands. Guð hialpi hans and ok salu ok Guðs moðiR bætr þan hann gærði til.
Traducción:
A "Djarfr y Órœkja y Vígi y Jógeirr y Geirhjalmr, todos ellos hermanos encargaron"
B "erigir esta piedra en memoria de Sveinn, su hermano. Él murió en Jutlandia. Trató de"
C "viajar a Inglaterra. Que Dios y la madre de Dios ayuden a su espíritu y alma mejor de lo que se merecía."

### U 616
Esta piedra rúnica se localiza en Tång, y fue erigida en memoria de un hombre que murió en una batalla en Inglaterra. Es del estilo Pr1, pero su factura hace pensar que el grabador tenía poca experiencia en el gremio.
Transliteración latina:
fir--(r)iui : lit rita * kuml : yfitiRr : fnþur : sih : baosa : auk : boruþur : kuru- * kuþ hi=a=l-... * ul kuru -ial uti * a| |akla--
Transcripción al nórdico antiguo:
<fir--riui> let retta kuml æftiR faður sinn Bosa(?)/Bausa(?) ok broður <kuru->. Guð hial[pi] <ul> <kuru> [f]ioll uti a Ængla[ndi].
Traducción:
"<fir--riui> hizo erigir el monumento en memoria de su padre Bósi(?)/Bausi(?) y (su) hermano <kuru->. Que Dios ayude  a <ul> <kuru> caído en Inglaterra."

### U 812
Esta piedra rúnica del estilo Pr2 está en la iglesia de Hjälsta. Fue erigida en memoria del padre de un hombre que murió en Inglaterra.
Transliteración latina:
× faþur × sin × saR × uarþ × tauþr × o eg×loti ×
Transcripción al nórdico antiguo:
faður sinn. SaR varð dauðr a Ænglandi.
Traducción:
"su padre. Él murió en Inglaterra."

### U 978
Esta piedra se encuentra en el muro de la iglesia de Gamla Uppsala. Está realizada en arenisca en estilo Pr2. La hizo un hombre, que se llama a sí mismo «viajero a Inglaterra», en memoria de su padre
Transliteración latina:
sihuiþr ...-i + stain + þina + iklats+fari + iftir + uitarf + faþ(u)(r) [+ -... ...sia]... ...ku---
Transcripción al nórdico antiguo:
Sigviðr [ræist]i stæin þenna Ænglandsfari æftiR Vidiarf, faður ... ... ...
Traducción:
"Sigviðr, el viajero a Inglaterra, erigió esta piedra en memoria de Védjarfr, (su) padre ... ... ..."

### U 1181
Este fragmento de piedra rúnica del estilo Fp se encuentra en Lilla Runhällen y fue erigido por un hombre que viajó a Inglaterra en memoria de sí mismo.
Transliteración latina:
...-(i) × lit × (a)kua ... ...[k × sa](l)fan × ek-...ns*fari ' a(f)i × kunu-s *
Transcripción al nórdico antiguo:
... let haggva ... [si]k sialfan, Æng[la]ndsfari, afi <kunu-s>.
Traducción:
"... madó (la piedra) cortar ... (en memoria de) sí mismo, viajero a Inglaterra, abuelo de <kunu-s>."

## Södermanland
Se conocen seis piedras rúnicas en Södermanland que mencionan a hombres que viajaron a Inglaterra.

### Sö 46
Esta piedra rúnica se encontró en Hormesta, y es una de las piedras rúnicas más antiguas porque es del estilo RAK. Se erigió por dos hombres en memoria de su hermano que murió en Inglaterra.
Transliteración latina:
iskil : auk : knauþimanr : raistu : stain : þansi : at : bruþur : sin : suera : as : uarþ : tauþr * o * eklanti kuml * kiarþu : þatsi : [kitil slakR]
Transcripción al nórdico antiguo:
Æskell ok Gnauðimandr(?) ræistu stæin þannsi at broður sinn Sværra(?), es varð dauðr a Ænglandi. Kumbl giærðu þatsi Kætill [ok] StakkR.
Traducción:
"Áskell y Gnauðimaðr(?) erigieron esta piedra en memoria de su hermano Sverri(?), que murió en Inglaterra. Ketill y Stakkr hicieron este monumento."

### Sö 55
Esta piedra de Bjudby es del estilo Pr2 y se erigió por un hombre en memoria de su hijo Hefnir que fue y volvió de Inglaterra, y en lugar de tener una muerte guerrera murió en casa. Debido al uso de la runa ansuz para el fonema o, Erik Brate especula que Hefnir participó en una expedición a Inglaterra de finales del siglo XI. Sugiere que Hefnir tomó parte en la fuerza de invasión mandada por Sweyn Estridsson, en 1069, y que trataba derrotar a los normandos de Guillermo el Conquistador. La invasión había sido planeada durante dos años, pero Guillermo el conquistador derrotó a las fuerzas comandadas por el hermano de Sweyn Estridsson, Asbjörn.
Transliteración latina:
þorstain (l)(i)... ...sa : stain : þena : ... sik : sialfan : auk : sun : sin : hefni : uaR til : enklans : ukr : trenkr : farin : uarþ : þa * haima : at : harmi tauþr kuþ hialbi : sialu : þaima bruni : auk : sloþi : þaiR ...(u) stan þena
Transcripción al nórdico antiguo:
Þorstæinn le[t ræi]sa stæin þenna [æftiR] sik sialfan ok sun sinn Hæfni. VaR til Ænglands ungR drængR farinn, varð þa hæima at harmi dauðr. Guð hialpi sialu þæiRa. Bruni ok Sloði þæiR [rist]u stæin þenna.
Traducción:
"Þorsteinn mandó erigir esta piedra en memoria de sí mismo y su hijo Hefnir. El joven valiente viajó a Inglaterra; después murió penosamente en casa. Que Dios ayude a sus almas. Brúni y Slóði, grabaron esta piedra."

### Sö 83
Esta piedra ha desaparecido pero se conservan dibujos del siglo XVII de ella, se encontraba en la iglesia de Tumbo y posiblemente era del estilo Pr4. Fue realizada por el maestro grabador Näsbjörn, y lo poco que quedaba de la inscripción cuando la piedra fue descubierta decía que un hombre se ahogó en Inglaterra.
Transliteración latina:
[...an : truknaþi : i eklans : han...]
Transcripción al nórdico antiguo:
[H]ann drunknaði i Ænglands ...
Traducción:
"Él se ahogó en (…) de Inglaterra"

### Sö 160
Esta piedra rúnica se encuentra en la iglesia de Råby. Como la Piedra de Kolsta se erigió en memoria de un hombre que murió en la guardia real (þingalið) de Inglaterra.
Transliteración latina:
: aybirn : raisþi : stain : þansi : at : karþi : han uarþ : tauþr : o| |oklati i liþi
Transcripción al nórdico antiguo:
Øybiorn ræisþi stæin þannsi at Skærði. Hann varð dauðr a Ænglandi i liði.
Traducción:
"Eybjôrn erigió esta piedra en memoria de Skerðir. Él murió en la guardia real en Inglaterra."

### Sö 166
Esta piedra rúnica ubicada en Grinda es del estilo RAK. Se erigió en memoria de un padre que se repartió dinero en Inglaterra y que atacó algunas ciudades del norte de Alemania. Según Omeljan Pritsak, el dinero que se repartió era parte de un danegeld, y Erik Brate argumenta que formaba parte de la misma expedición que el hombre que se menciona en la piedra de Berga.
Transliteración latina:
: kriutkarþr : ainriþi : suniR : kiarþu : at : faþur : snialan : kuþuiR : uaR uastr : a : aklati : kialti : skifti : burkiR : a : sahks:lanti : suti : kaula
Transcripción al nórdico antiguo:
Griutgarðr, Æinriði, syniR, giærðu at faður sniallan. GuðveR vaR vestr a Ænglandi, gialdi skifti, borgiR a Saxlandi sotti karla.
Traducción:
"Grjótgarðr (y) Einriði, los hijos hicieron (la piedra) en memoria de (su) hábil padre. Guðvér estuvo en el oeste; se repartió pagos endivided en Inglaterra; virilmente atacó ciudades en Sajonia."

### Sö 207
Esta piedra rúnica está ubicada en la iglesia de Överselö. Está realizada en piedra arenisca en el estilo Fp y se atribuye al maestro grabador Balle. Es en memoria de un padre que viajó a Inglaterra.
Transliteración latina:
kuþr... ... (f)aþur sin * fur * hfila * hn * til * iklans * kuþ halbi * sil hns
Transcripción al nórdico antiguo:
Guð... ... faður sinn. For hæfila hann til Ænglands. Guð hialpi sal hans.
Traducción:
"Guð-... ... su padre. Él viajó adecuadamente a Inglaterra. Que Dios ayude a su alma."

## Västmanland
En Västmanland hay tres piedras rúnicas que hacen referencia a viajes a Inglaterra.

### Vs 5
Esta piedra se localiza en el jardín de la granja Vändle y se cataloga provisionalmente en el estilo Fp. Se erigió en memoria de un hombre que viajó a Inglaterra.
Transliteración latina:
[kra-hni- × lit × resa × s... ...] + uas × farin + til + ekla-s [× (t)u i × sbelbuþa × --s(a)þu × helb]i × kuþ [× se... ... ... sigi * iuk × -u...]
Transcripción al nórdico antiguo:
<kra-hni-> let ræisa s[tæin] ... vas farinn til Ængla[nd]s. Do i Spiallbuða ... Hialpi Guð se[lu hans] ... Siggi hiogg [r]u[naR].
Traducción:
"<kra-hni-> hizo erigir la piedra ... viajó a Inglaterra, murió en Spjallboði's ... Que Dios ayude a su alma ... Siggi grabó las runas."

### Vs 9
Esta piedra rúnica está colocada cerca del puente de Saltängsbron. Se realizó en el estilo Pr3 en memoria de un hombre que murió en Inglaterra.
Transliteración latina:
× kisl × lit × kera × buru × eftR × osl × sun × sin × han u(a)[rþ] × tyþr × a eklati × kuþ ialbi × has × ont auk × selu
Transcripción al nórdico antiguo:
Gisl let gærva bro æftiR Asl/Ôsl, sun sinn. Hann varð dauðr a Ænglandi. Guð hialpi hans and ok selu.
English translation:
"Gísl mandó hacer el puente en memoria de Ásl/Ôsl, s hijo. Él murió en Inglaterra. Que Dios ayude a su espíritu y alma."

### Vs 18
Esta piedra está ubicada en Berga y está elaborada en el estilo Fp. Fue hecha por el mismo maestro grabador que la piedra de Ingvar Vs 19.
Transliteración latina:
(k)hunaltr * liet resa * sthin * þensa * iftir * kerfast * sun sen * trek| |kuþan * auk * uas farin * til eklans * hiolbi * kuþ * salu * hans
Transcripción al nórdico antiguo:
Gunnaldr let ræisa stæin þennsa æftiR GæiRfast, sun sinn, dræng goðan, ok vas farinn til Ænglands. Hialpi Guð salu hans.
Traducción:
"Gunnvaldr mandó erigir esta piedra en memoria de Geirfastr, su hijo, un hombre bueno y valiente. Y (él) había viajado a Inglaterra. Que Dios ayude a su alma."

## Gästrikland
En Gästrikland hay sólo una piedra rúnica que menciona un viaje a Inglaterra.

### Gs 8
Se trata de un fragmento de una piedra rúnica. Se encontró en Västra Hästbo cerca de la iglesia de Torsåker, y actualmente está prácticamente oculta detrás de un pilar en el interior de la iglesia. Está hecha en arenisca y es una de las piedras rúnicas más antiguas ya que es del estilo RAK. Se erigió en memoria de un hombre que fue a Inglaterra.
Transliteración latina:
asmuntr -... ...faþ-... han : uas : uist : --- ikla-ti ...k=uust--
Transcripción al nórdico antiguo:
Asmundr ... ... Hann vas vestr [ut a] Ængla[n]di ...
Traducción:
"Ásmundr ... ... Él estuvo en el extranjero en el oeste en Inglaterra ..."

## Östergötland
En Östergötland hay dos piedras rúnicas que mencionan a hombres que viajaron a Inglaterra, y ambos murieron allí.

### Ög 104
Esta piedra está ubicada en Gillberga. Es del estilo Fp y se erigió en memoria de un hermano que murió en Inglaterra.
Transliteración latina:
: ruþr : risti : stin : þinsi : iftiR : tuk- : bruþur : sin : saR : uarþ : trbin : a : ilati : triR : arþa : kuþr :
Transcripción al nórdico antiguo:
Rauðr ræisti stæin þennsi æftiR Tok[a], broður sinn, saR varð drepinn a Ænglandi, drængR harða goðr.
Traducción:
"Rauðr erigió esta piedra en memoria de Tóki, su hermano, un hombre muy bueno y valiente, que mataron en Inglaterra."

### Ög Fv1950;341
Esta piedra rúnica se data alrededor de 1025, y se erigió en memoria de un padre que murió en Inglaterra. Se descubrió en 1950 tumbada con la inscripción hacia abajo en la finca de la granja Kallerstad, a sólo 200 metros de la piedra Ög 113. Probablemente se encontraba en su ubicación original ya que junto a ella pasaba un camino. Estaba rota en dos trozos pero fue restaurada y se erige en el exterior del museo comarcal de Linköping. La piedra es de granito rojo grisáceo y mide 3,95 m de alto (2,98 por encima del suelo) y 1.43 m de ancho y su superficie está bastante weathered. Por otra parte el nombre Vígfastr no aparece en ninguna otra piedra rúnica y también el nombre Helga era bastante raro. It is in the estilo Fp.
Transliteración latina:
...-iur- : auk : as-iurn : þiR : ristu : stin : þasi : eft-R : uikfast : faþur : sin : es uas : tuþr : o : eklati : sun : helgu
Transcripción al nórdico antiguo:
...[b]ior[n] ok As[b]iorn þæiR ræistu stæin þasi æft[i]R Vigfast, faður sinn, es vas dauðr a Ænglandi, sun Hælgu.
Traducción:
"...-bjôrn y Ásbjôrn erigieron esta piedra en memoria de Vígfastr, su padre, el hijo de Helga. Él murió en Inglaterra."

## Småland
En Småland hay seis piedras rúnicas que mencionan viajes a Inglaterra. Una de ellas (Sm 77) menciona un hombre que fue mariscal (stallari) en Inglaterra.

### Sm 5
Esta piedra rúnica está en Transjö. Es una de las piedras más antiguas ya que está en estilo RAK. Las runas utilizadas son poco comunes, la runa maðr está punteada () y las kaunan tienen un trazo hacia la izquierda en lugar de hacia la derecha. Se erigió en memoria de un hijo que murió en Inglaterra.
Transliteración latina:
A : kotr : sati : sten : þana : eftR : ketil :
B : sun : sin : han : faR :
C : mana : mesr o:niþikR : eR a : eklati : ali : tunþi
Transcripción al nórdico antiguo:
A Gautr satti stæin þenna æftiR Kætil,
B sun sinn. Hann vaR
C manna mæstr oniðingR, eR a Ænglandi aldri tyndi.
Traducción:
A "Gautr colocó esta piedra en memoria de Ketill"
B "su hijo. Él era."
C "el más noble de los hombres, que perdió su vida en Inglaterra."

### Sm 27
Esta piedra rúnica fue erigida en el cementerio de la iglesia de Berga. Está realizada en estilo RAK por lo que es una de las piedras rúnicas más antiguas. Se hizo en memoria de un hombre que murió en Inglaterra.
Transliteración latina:
--rþr * ris(t)i * kuml * þe... ... ...-aþis * o * eklanti *
Transcripción al nórdico antiguo:
[Þo]rðr ræisti kumbl þe[ssi]/þe[tta] ... [ænd]aðis a Ænglandi.
Traducción:
"Þórðr levantó este/estos(?) monumento(s) ... encontró su final en Inglaterra."

### Sm 29
Esta piedra rúnica se encuentra en Ingelstad. Es de las más antiguas por ser del estilo RAK. Se erigió en memoria de un padre que murió en Inglaterra.
Transliteración latina:
...r rsþi * stin * iftiR * þur--(R) * fa-ur * sin * saR * etaþis * o * -klanti *
Transcripción al nórdico antiguo:
... ræisþi stæin æftiR Þor[gæi]R, fa[ð]ur sinn. SaR ændaðis a [Æ]nglandi.
Traducción:
"... erigió la piedra en memoria de Þorgeirr, su padre. Él encontró su final en Inglaterra."

### Sm 77
Esta piedra está ubicada en Sävsjö, y fue erigida por un tal Vrái en memoria de su hermano que murió en Inglaterra. Más tarde el propio Vrái también recibiría un monumento memorial, en la cercana Piedra de Komstad que dice que Vrái había sido mariscal (stallari) de un jarl llamado Hakon, que probablemente fue Håkon Eiriksson.
Transliteración al latín:
: urai : sati : stin : þonsi : eftiR : kuna : bruþur : sin : han : uaR tauþr : o : iklati
Transcripción al nórdico antiguo:
Vrai satti stæin þannsi æftiR Gunna, broður sinn. Hann vaR dauðr a Ænglandi.
Traducción:
"Vrái emplazó esta piedra en memoria de Gunni, su hermano. Él murió en Inglaterra."

### Sm 101
Se denomina la piedra rúnica de Nävelsjö y está ubicada en una hacienda de Nöbbelesholm. Fue erigida en memoria de un padre que murió en Inglaterra y que fue enterrado por su hermano en Bath (Somerset).
Transliteración al latín:
: kun(t)(k)el : sati : sten : þansi : eftiR : kunar : faþur : sin : sun : hruþa : halgi : lagþi : han : i : sten:þr : bruþur : sin : a : haklati : i : baþum
Transcripción al nórdico antiguo:
Gunnkell satti stæin þannsi æftiR Gunnar, faður sinn, sun Hroða. Hælgi lagði hann i stæinþro, broður sinn, a Ænglandi i Baðum.
Traducción:
"Gunnkell emplazó esta piedra en memoria de Gunnarr, su padre, el hijo de Hróði. Helgi, su hermano, lo hizo yacer en un féretro de piedra en Bath en Inglaterra."

### Sm 104
Este fragmento de piedra rúnica se localiza en el atrio de la iglesia de Vetlanda y lo que queda de la inscripción menciona Inglaterra.
Transliteración latina:
...(l)ika : uastr * a * i...-ti
Transcripción al nórdico antiguo:
... vestr a Æ[nglan]di(?).
Traducción:
"... en el oeste en Inglaterra(?)."

## Västergötland

### Vg 20
Esta piedra rúnica del estilo RAK se encuentra en Västanåker. Se erigió en memoria de un hijo que murió en Inglaterra.
Transliteración latina:
... risti × stin × iftiR × kurmar × sun × sin + iaR × uaR + trbin × a × iklanti ×
Transcripción al nórdico antiguo:
... ræisti stæin æftiR Guðmar(?), sun sinn. ER vaR drepinn a Ænglandi.
Traducción:
"... erigió la piedra en memoria de Guðmarr(?), su hijo, al que mataron en Inglaterra."

### Vg 187
Esta piedra rúnica se encuentra en la iglesia de Vist. Es del estilo RAK así que es una de las piedras rúnicas más antiguas. Se erigió en memoria de un hermano que murió en Inglaterra.
Transliteración latina:
+ giRi * sati * stin * þana * eftiR * kuþa * bruþur * sin * eR * a ok*lanti * altri * tynþi ×
Transcripción al nórdico antiguo:
GæiRi satti stæin þenna æftiR Guða, broður sinn. ER a Ænglandi aldri tynði.
Traducción:
"Geiri colocó esta piedra en memoria de Guði, su hermano, que perdió su vida en Inglaterra."

## Escania

### DR 337
Esta piedra se localiza en Valleberga en «la colina de las piedras rúnicas» en Lund. Es una piedra rúnica antigua por estar realizada en estilo RAK.
Transliteración latina:
A : suin : auk : þurgutr : kiaurþu : kubl : þisi ¶ eftiR : mana ¶ auk * suina
B kuþ : hialbi : siaul : þeRa : uel : ian : þeR : likia : i : luntunum
Transcripción al nórdico antiguo:
A Swen ok Þorgotr/Þorgundr gærþu kumbl þæssi æftiR Manna ok Swena.
B Guþ hialpi siol þeRa wæl, æn þeR liggia i Lundunum.
Traducción:
A "Sveinn y Þorgautr/Þorgunn hizo este monumento en memoria de Manni y Sveini."
B "Que Dios ayude bien a sus almas. Y ellos yacen en Londres."

## Alemania

### DR 6
Esta piedra rúnica está ubicada en la catedral de Schleswig. Esta decoración demuestra que fue hecha por un sueco. Se hizo en memoria de un hombre que había sido enterrado en un lugar llamado Skía en nórdico antiguo, en Inglaterra. Según Omeljan Pritsak, Skía sería probablemente Shoebury en Essex o Skidby en Yorkshire.
Transliteración latina:
A ... l(i)t (:) r(i)(s)(a) : stain : e...
B ...-an : s(u)(l)... ¶ ... ...(a)uþr : ... ¶ ...(n) : auk : kuþmuntr : þaR [:] [r]... ...[(a)R]
C : a enklanti : i skiu (:) -uilis : kr... ... ...
Transcripción al nórdico antiguo:
B ... ... ... [d]øþr ... ... ok Guþmundr þeR r[istu run]aR.
C A Ænglandi i Skiu [h]wilis. Kr[istr](?) ... ...
Traducción:
A "... mandó erigir la piedra en memoria de…"
B "... ... ... muerto ... ... y Guðmundr, grabaron las runas."
C "(Él) descansa en Skía en Inglaterra. Cristo ... ..."

## Noruega

### N 184
Esta piedra rúnica está ubicada en Galteland en Aust-Agder. Es una piedra rúnica antigua del estilo RAK. Se erigió en memoria de un hijo que murió en el ejército de Canuto el Grande cuando atacaba Inglaterra.
Transliteración latina:
arn×[stin] × risti × stin × þi[na] × iftir × bior × [s]un × sin × [sa × uar] tuþr × i liþi × þ[(o)s × knutr soti × iklot +] ¶ × in is ko[þ]
Transcripción al nórdico antiguo:
Arnsteinn reisti stein þenna eptir Bjór, son sinn. Sá varð dauðr í liði, þá's Knútr sótti England. Einn er Guð.
Traducción:
"Arnsteinn erigió esta piedra en memoria de Bjórr su hijo que murió en la guardia real cuando Knútr atacó Inglaterra. Dios es uno."